# Pump Up the Valuum
Pump Up the Valuum es el octavo álbum de estudio de NOFX. Fue grabado entre 1999 y 2000 en Motor Studios, San Francisco, California y lanzado el 13 de junio de 2000 por Epitaph Records. Curiosamente, éste sería el último disco de estudio que la banda lanza con Epitaph (el definitivo último álbum con Epitaph es el grandes éxitos The Greatest Songs Ever Written (By Us!) de 2004), ya que los próximos discos del grupo se trabajan con Fat Wreck Chords, sello discográfico de Fat Mike.
El título del disco, Pump Up the Valuum, y la portada con la enfermera hacen referencia al valium.
El disco tuvo una buena aceptación por la crítica, por los fanes y por el número de ventas, lo que le valió finalizar el año 2000 en el puesto 61 del prestigioso Billboard 200.

## Listado de canciones
1. «And Now For Something Completely Similar» – 0:58
2. «Take Two Placebos And Call Me Lame» – 2:25
3. «What's The Matter With Parents Today?» – 1:58
4. «Dinosaurs Will Die» – 2:58
5. «Thank God It's Monday» – 1:39
6. «Clams Have Feelings Too (Actually They Don't)» – 2:32
7. «Louise» – 1:49
8. «Stranger Than Fishin'» – 1:05
9. «Pharmacist's Daughter» – 1:58
10. «Bottles To The Ground» – 2:20
11. «Total Bummer» – 2:13
12. «My Vagina» – 2:36
13. «Herojuana» – 2:46
14. «Theme From A NOFX Album» – 4:16

## Créditos
- Fat Mike - Bajo, voces, compositor, productor
- Eric Melvin - Guitarra
- El Hefe - Guitarra, voces secundarias, trompeta
- Erik Sandin - Batería

- Bill Hansson - Acordeón
- Spike Slawson - Voces secundarias

- Datos: Q521576